# Giovanni Ferrari
Giovanni Ferrari (Alessandria, 1907. december 6. – Milánó, 1982. december 2.) olasz labdarúgóhátvéd, edző. A Juventus FC színeiben 125 meccsen 35 gólt lőtt. 1942 és 1943 közt az Inter edzője volt.
A Juventussal 5, az Interrel 2, a Bolognával 1 bajnoki címet nyert.
Giuseppe Furino mellett ő az egyetlen játékos, aki 8 Serie A-címet nyert. (Ciro Ferrara is nyolcat nyert a 2004–05-össel együtt, de a Juventus botránya miatt a címet elvették. Virginio Rosetta is nyolc nemzeti bajnokságot nyert, de hármat közülük a profi liga megalakulása előtt.)
Az olasz labdarúgó-válogatottal játékosként két világbajnoki (1934, 1938) nyert. Később, 1960 és 1961 közt volt szövetségi kapitány, az 1962-es labdarúgó-világbajnokságon Paolo Mazza társaságában irányította az Azurrit.
1982-ben 74 évesen hunyt el.